# Hartenstein (Saksen)
Hartenstein is een gemeente en stad in de Duitse deelstaat Saksen, en maakt deel uit van de Landkreis Zwickau.
Hartenstein telt 4.503 inwoners.
De stad is de geboorteplaats van de arts en dichter Paul Flemming (1609-1640).
Bernsdorf ·
Callenberg ·
Crimmitschau ·
Crinitzberg ·
Dennheritz ·
Fraureuth ·
Gersdorf ·
Glauchau ·
Hartenstein ·
Hartmannsdorf bei Kirchberg ·
Hirschfeld ·
Hohenstein-Ernstthal ·
Kirchberg ·
Langenbernsdorf ·
Langenweißbach ·
Lichtenstein/Sa. ·
Lichtentanne ·
Limbach-Oberfrohna ·
Meerane ·
Mülsen ·
Neukirchen/Pleiße ·
Niederfrohna ·
Oberlungwitz ·
Oberwiera ·
Reinsdorf ·
Remse ·
Schönberg ·
St. Egidien ·
Waldenburg ·
Werdau ·
Wildenfels ·
Wilkau-Haßlau ·
Zwickau